# Miňa Gangkar
Miňa Gangkar (z tibetštiny, čínsky 贡嘎山, pinyin Gònggá Shān) je nejvyšší vrchol pohoří Ta-süe-šan, čínské provincie S’-čchuan a celé soustavy Východotibetských pohoří. Jde o vůbec nejvýchodněji ležící sedmitisícovku a třetí nejvyšší vrchol ležící mimo horskou soustavu Himálaj/Karákoram. Je to 41. nejvyšší vrchol světa (počítáme-li vrcholy s prominencí 500 metrů a více). Pro okolní obyvatelstvo jde o posvátný vrchol.

## Objevování a výstupy
Oblast byla Evropany poprvé zaznamenána expedicí Bély Széchenyiho von Sárvár-Felsővidék v letech 1877–1880 a její výška byla změřena na 7600 m n. m. V té době byla známá pod jménem Bokunka. O 45 let později horu zakreslil misionář J. H. Edgar, tentokrát pod jménem Gang ka. V roce 1929 měřil výšku hory rakousko-americký výzkumník Joseph Rock, přičemž vlivem chyby při výpočtu naměřil nadmořskou výšku 9220 metrů a prohlásil horu za nejvyšší na světě. Výsledná výška byla od počátku přijímána s nedůvěrou a sám Rock poté ve formálním článku zveřejňujícím jeho měření publikoval údaj 7803 m n. m. V roce 1930 pak švýcarský geograf Eduard Imhof naměřil výšku 7590 m n. m. 
V roce 1932 v okolí hory působila americká expedice, jejíž měření zhruba potvrdila výšku naměřenou Imhofem a stanovila dnešní udávanou výšku 7556 m n. m. Dva členové expedice, Terris Moore a Richard Burdsall, pak provedli úspěšný prvovýstup na vrchol ze západní strany a po severozápadním hřebenu. Ve své době šlo o velmi významný výstup, už vzhledem k výšce hory a její nepřístupnosti. Až do roku 1958 šlo také o nejvyšší vrchol zdolaný Američany. Účastníci o výpravě sepsali knihu Men Against the Clouds. 

Do roku 2003 byla hora zdolána pouhými osmi expedicemi, dvaceti dvěma horolezcům se podařilo dosáhlo vrcholu, 16 jich při pokusu o výstup zemřelo. Většina úspěšných expedic využila cesty prvovýstupců ze západu po severozápadním hřebenu, nebo nějakou její variantu (přístup na hřeben ze severu nebo jiným pilířem ze západu). Pouze korejská expedice v roce 1998 otevřela na vrchol cestu úplně novou, ještě náročnější, a to ze severu po severovýchodním hřebenu. 

Prvním Čechem, který stanul na vrcholu hory, se v roce 2017 stal Pavel Kořínek.

## Galerie

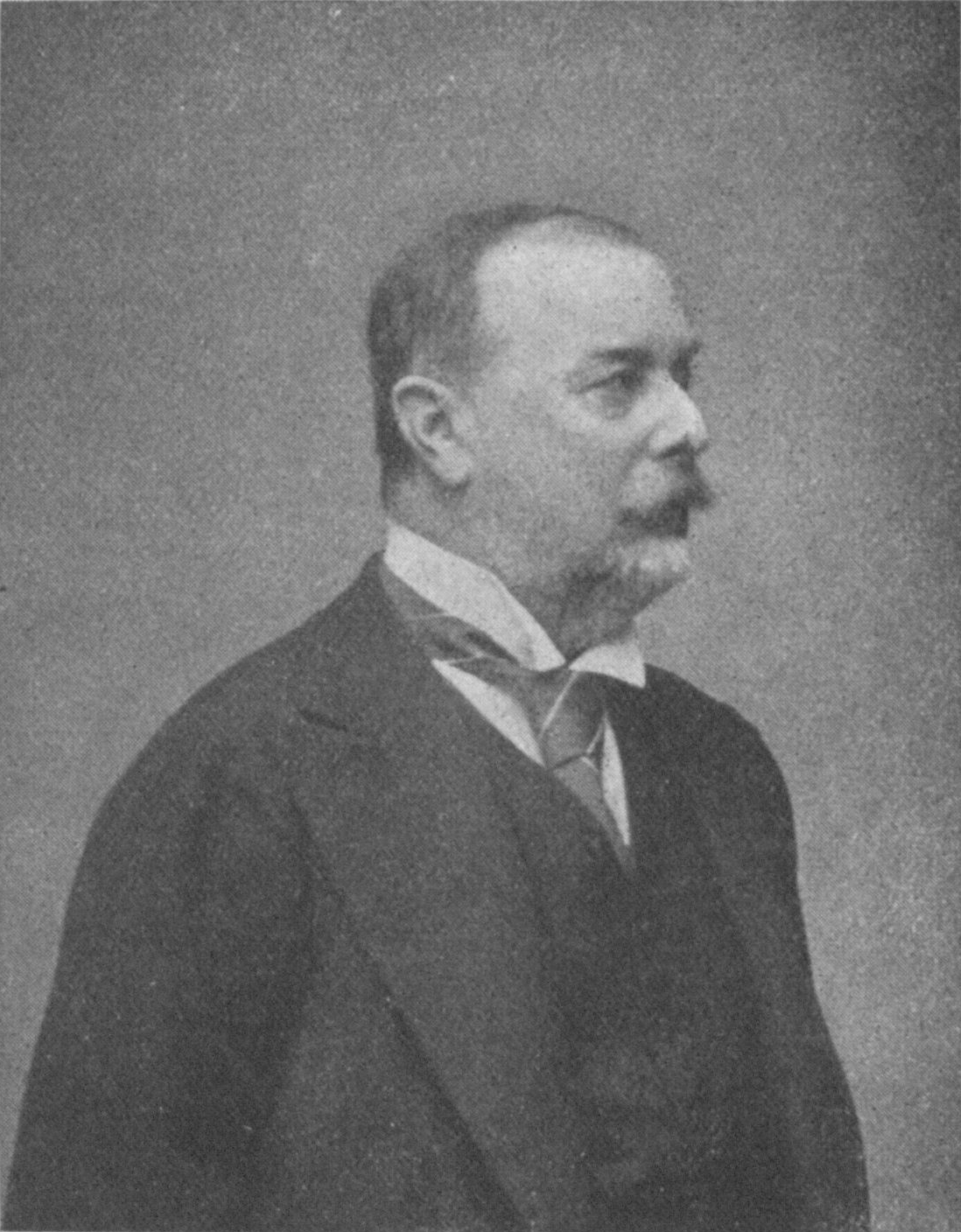
Hrabě Béla Széchenyi von Sárvár-Felsővidék
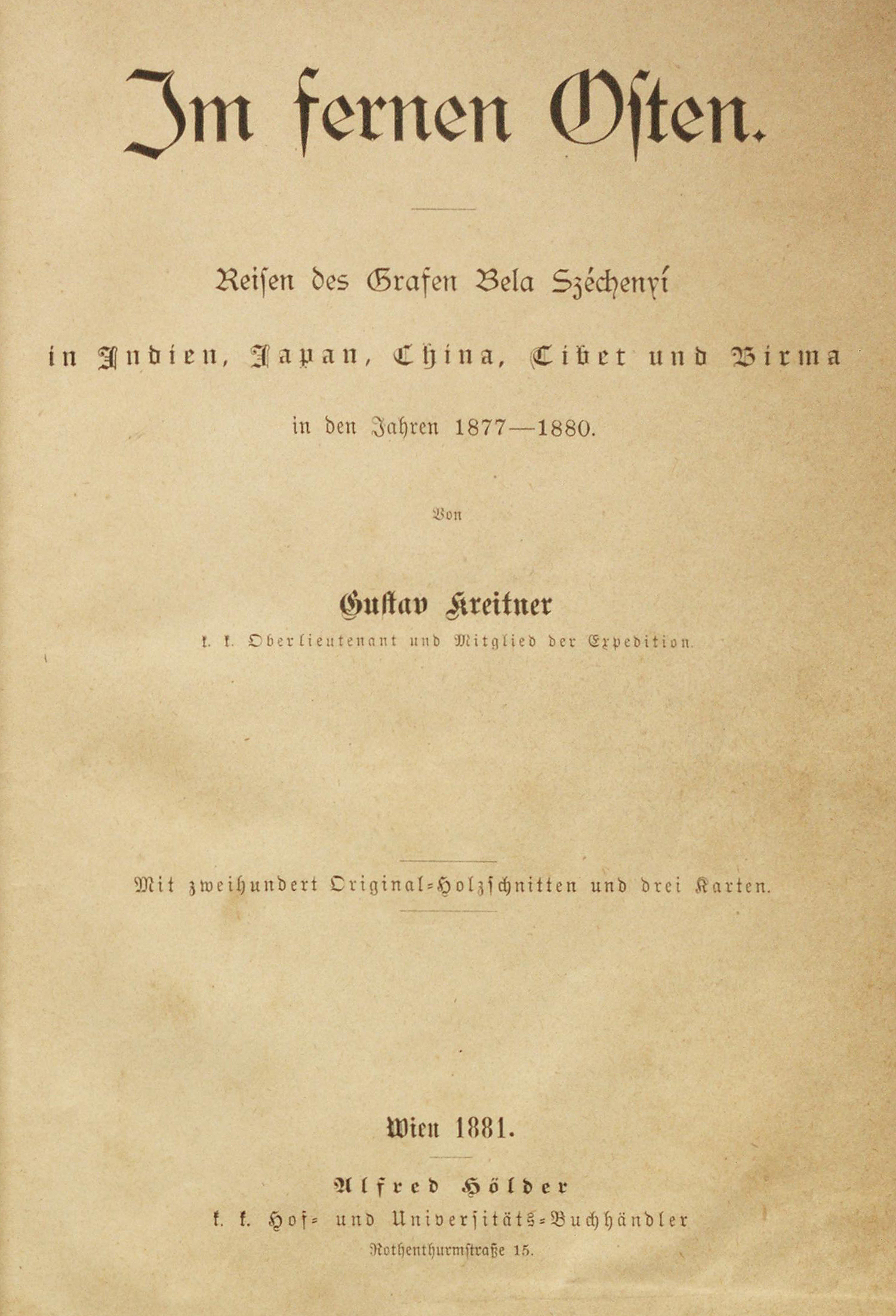
Titulní stránka zprávy z Széchenyiovy expedice
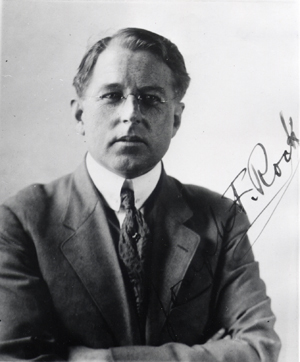
Joseph Rock
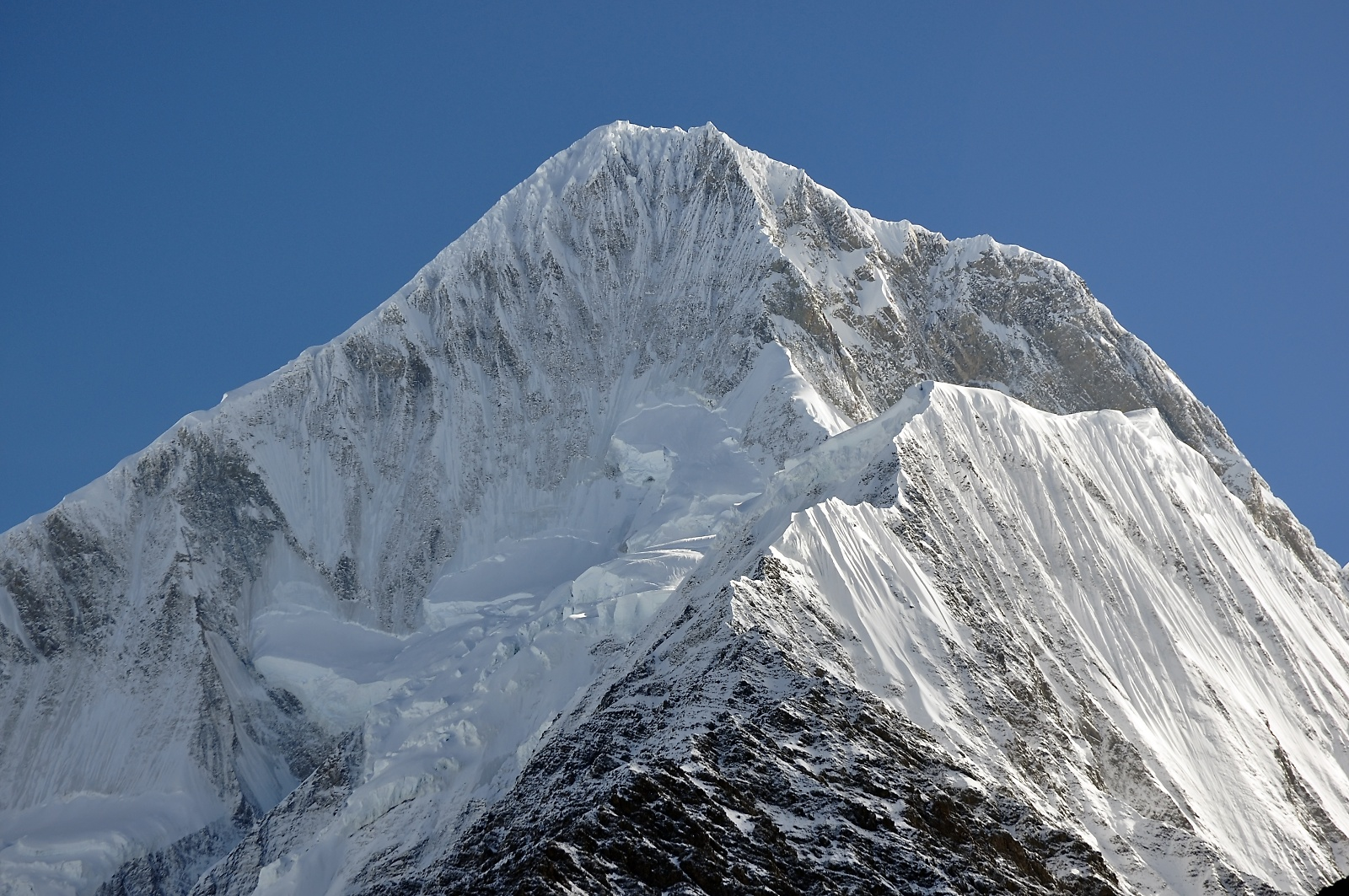
Vrcholové partie hory
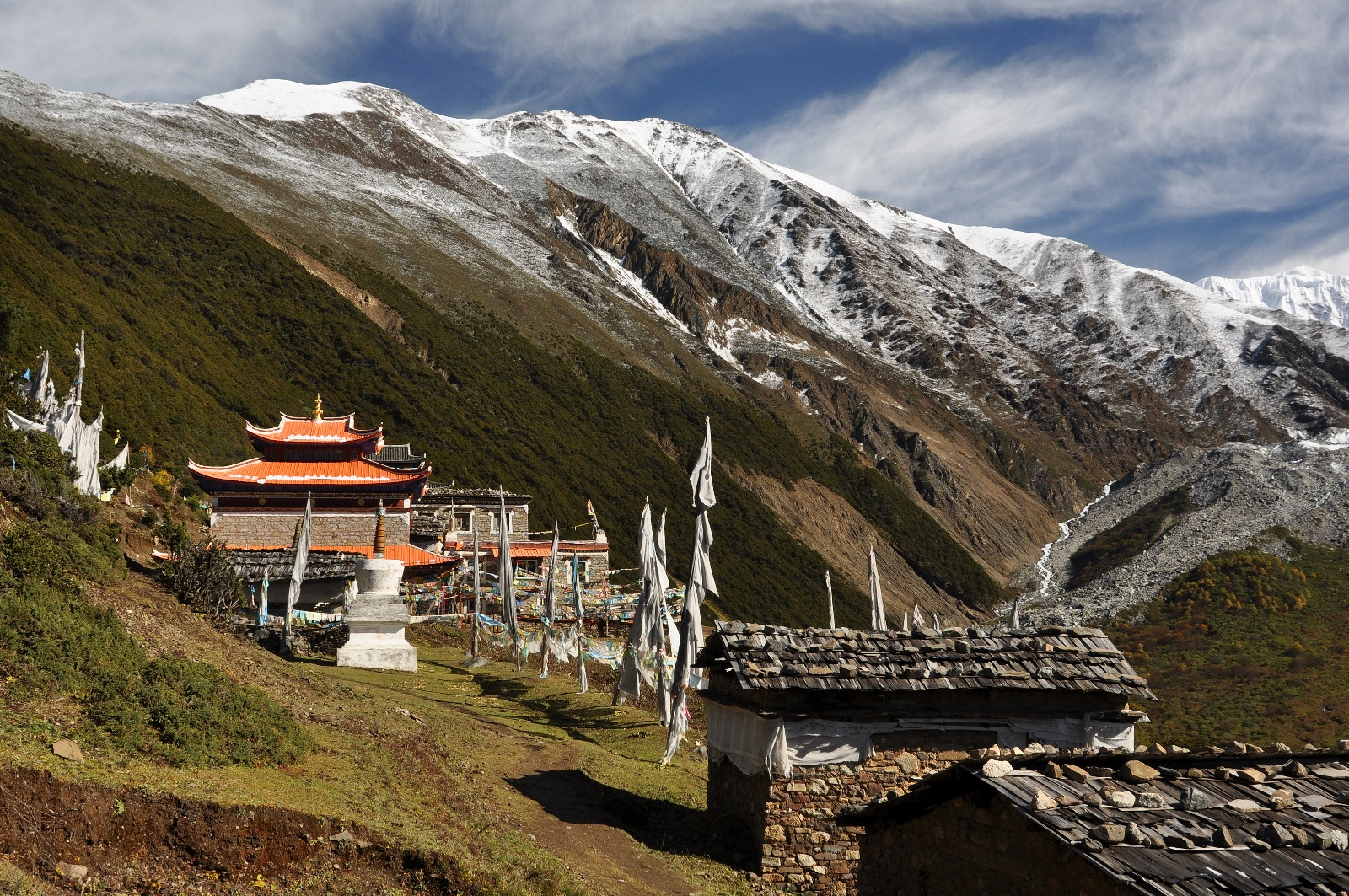
klášter zasvěcený hoře
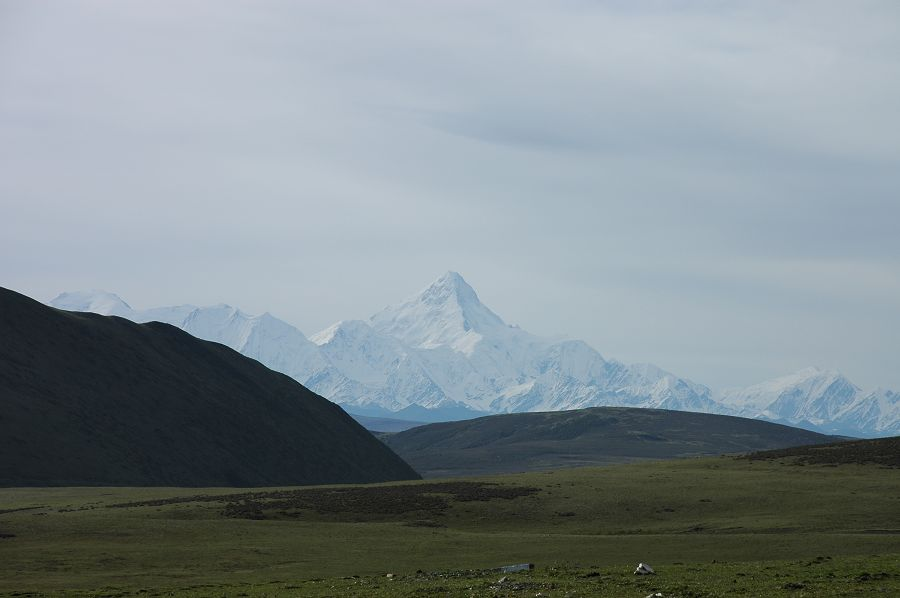
vrchol hory z dálky
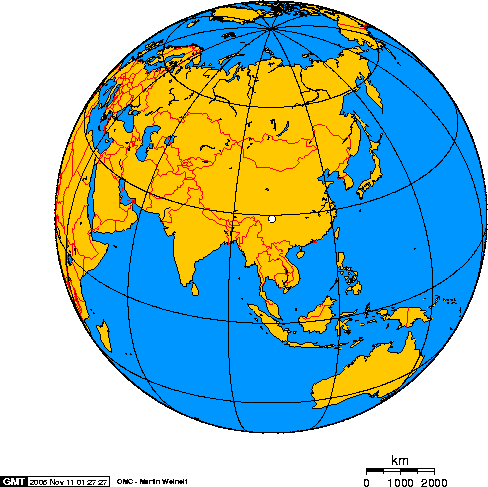
ortografická projekce centrovaná na vrchol hory